# Fresnel (1908)
Fresnel (Q65) – francuski oceaniczny okręt podwodny z okresu I wojny światowej, jedna z 18 zbudowanych jednostek typu Pluviôse. Okręt wypierał 404 tony w położeniu nawodnym i 553 tony pod wodą, a jego główną bronią było początkowo osiem torped kalibru 450 mm wystrzeliwanych z jednej wewnętrznej i sześciu zewnętrznych wyrzutni. Napędzana maszynami parowymi jednostka rozwijała na powierzchni prędkość 12 węzłów, osiągając zasięg 1500 Mm przy prędkości 9 węzłów.
„Fresnel” został zwodowany 16 czerwca 1908 roku w stoczni Arsenal de Rochefort w Rochefort, a 6 października tego roku zatonął podczas prób stoczniowych. Podniesiony i wyremontowany został wcielony do służby w Marine nationale 22 lutego 1911 roku. Okręt służył na Atlantyku i Morzu Śródziemnym, uczestnicząc w działaniach wojennych na tym ostatnim akwenie. „Fresnel” został zatopiony 5 grudnia 1915 roku u ujścia rzeki Buna przez austro-węgierski niszczyciel SMS „Warasdiner”.

## Projekt i budowa
W przyjętym 9 grudnia 1900 roku przez Parlament Francji „Prawie o flocie” znalazł się zapis o budowie 26, a po późniejszych zmianach aż 44 okrętów podwodnych. W 1901 roku zamówiono 20 niewielkich jednostek typu Naïade, jednak były to okręty o niewielkiej wartości bojowej. Kolejny typ okrętów zbudowanych w ramach programu – Sirène – zaprojektował inż. Maxime Laubeuf, ulepszając swój pierwszy udany projekt („Narval”). Pojawienie się możliwych do zamontowania na okrętach podwodnych silników wysokoprężnych zaowocowało skonstruowaniem przez Laubeufa jednostek typu Aigrette. Ministerstwo Floty popierało wysiłki konstruktorów, dążąc do wcielenia do Marine nationale jak największej liczby pełnomorskich i silnie uzbrojonych jednostek. Efektem tego było powstanie sześciu okrętów typu Émeraude (konstrukcji inż. Gabriela Maugasa) oraz dwóch typu Circé (projektu Laubeufa).
Dalszą rozbudowę sił podwodnych hamowała jednak dostępność silników wysokoprężnych, które Francja musiała zamawiać u swojego głównego wroga na kontynencie europejskim – w Niemczech. Aby uniezależnić się od dostaw niemieckich jednostek napędowych, Minister Floty wydał Laubeufowi polecenie zaprojektowania ulepszonych w stosunku do typu Circé okrętów, jednak napędzanych na powierzchni sprawdzonymi i dostępnymi silnikami parowymi. Rozwiązanie to traktowano jako tymczasowe – jednostki miały zostać przebudowane na spalinowe, gdy tylko francuski przemysł dostarczy wystarczającą liczbę niezawodnych silników Diesla. Okręty podwodne z napędem parowym, oprócz zalet takich jak duża prędkość nawodna i niezawodność, miały wiele wad: zwiększoną wyporność spowodowaną masą i wielkością siłowni, znacznie mniejszy zasięg oraz długi czas zanurzania, spowodowany koniecznością zatrzymania maszyn i kotłów. Zamówiono jednak aż 18 okrętów nowego rodzaju, nazwanego od prototypowej jednostki typem Pluviôse, co stanowiło najliczniejszą we francuskiej flocie podwodnej serię do czasu zbudowania w okresie międzywojennym 31 okrętów typu Redoutable.
„Fresnel” został zamówiony 26 sierpnia 1905 roku w Arsenale w Rochefort wraz z dwiema siostrzanymi jednostkami zbudowanymi w tej stoczni (pozostałe trzy zamówiono 19 października 1906 roku). Stępkę okrętu położono 1 października 1906 roku, a zwodowany został 16 czerwca 1908 roku. Okręt otrzymał nazwę na cześć wybitnego francuskiego naukowca z przełomu XVIII i XIX wieku – Augustina Fresnela .
6 października 1908 roku, powracając z prób stoczniowych, w La Rochelle okręt uderzył dziobem w molo, po czym został zalany przez wodę, która dostała się do wnętrza okrętu przez dziobową wyrzutnię torped i zatonął na płytkich wodach. Na pokładzie jednostki przebywało 35 osób – oprócz załogi dowodzonej przez kpt. mar. (fr. lieutenant de vaisseau) Marrasa także członkowie komisji odbiorczej, jednak wszyscy zostali uratowani. 9 listopada okręt został wydobyty i wyremontowany, a negatywne doświadczenie wyniesione z wypadku doprowadziło do usunięcia dziobowej wyrzutni torpedowej (bądź ukończenia późniejszych jednostek bez niej) na większości okrętów typu Pluviôse. W czerwcu 1910 roku kpt. mar. Mars został wyznaczony na dowódcę jednostki z zadaniem nadzorowania ukończenia prac przy okręcie w stoczni w Rochefort.

## Dane taktyczno-techniczne

### Charakterystyka ogólna
„Fresnel” był średniej wielkości oceanicznym okrętem podwodnym o konstrukcji dwukadłubowej. Długość całkowita wynosiła 51,12 metra (50,75 metra między pionami i 50,04 metra na wodnicy), szerokość 4,955 metra, a średnie zanurzenie 3,045 metra (na rufie 3,153 metra). Wykonany ze stali o wytrzymałości 50 kG/cm² kadłub sztywny miał 43,781 metra długości i 3,8 metra szerokości, ukształtowany z pasów o grubości od 12 do 16 mm. Wysokość (od stępki do szczytu kiosku) wynosiła 5,782 metra; luk wejścia do kiosku znajdował się 2,55 metra nad wodnicą. Powierzchnia przekroju wodnicowego przy wyporności normalnej wynosiła 453 m². Kadłub lekki otaczał na całej długości kadłub sztywny, z wyjątkiem śródokręcia, gdzie nie obejmował jego dolnej części wraz ze stępką. Między kadłubem sztywnym a lekkim znajdowały się zbiorniki balastowe, po osiem na każdą burtę. Napełnianie zbiorników odbywało się poprzez zawory denne, a za usuwanie powietrza podczas napełniania odpowiadały zawory odpowietrzające o średnicy 100 mm (po jednym na zbiornik). Czas napełniania wszystkich zbiorników wynosił 4 minuty, a mogły one pomieścić 149 ton wody (wraz ze zbiornikami wyrównawczymi). Osuszanie zbiorników odbywało się za pomocą dwóch elektrycznych pomp odśrodkowych Maginot o wydajności 150 m³/h; w przedziale dziobowym znajdowały się też dwie butle ze sprężonym powietrzem o pojemności 17 i 35 litrów. Umieszczony w stępce balast awaryjny miał masę czterech ton. Okręt miał dwa zbiorniki wody słodkiej,  trzy zbiorniki wyrównawcze i zbiornik zastępczy (zainstalowany na dziobie zamiast torpedy po demontażu wyrzutni torpedowej).
Wnętrze okrętu podzielone było na sześć pomieszczeń: I – przedział dziobowy, mieszczący kubryk marynarzy i dziobową wyrzutnię torpedową; II – przedział baterii akumulatorów; III – przedział centralny, podzielony wzdłużną grodzią na dwie części, mieszczące mesę oficerską (po lewej) i główne stanowisko dowodzenia (po prawej); IV – przedział maszynowni, mieszczący kotły, maszynę parową, zbiornik paliwa i toaletę; V – przedział silników elektrycznych i sprężarek i VI – przedział rufowy, mieszczący kubryk podoficerski. Pomieszczenie oficerskie wyposażone było w dwie koje, dwie szafy, dwie umywalki, płytę elektryczną i stół; w dziobowym kubryku znajdowało się osiem odchylanych koi, sześć hamaków, dwie umywalki i rozkładany stół, a w kubryku rufowym zamontowano cztery odchylane koje, umywalkę i rozkładany stół. Do wnętrza kadłuba jednostki prowadziły cztery luki: jeden w przedziale baterii akumulatorów, jeden w dziobowej części przedziału maszynowni, luk komina i luk roboczy.
Wyporność w położeniu nawodnym wynosiła 404 tony, a w zanurzeniu 553 tony. Zapas pływalności wynosił 27%.
Sterowanie odbywało się za pomocą trzech rufowych sterów kierunku (głównego, górnego i dolnego) o łącznej powierzchni 6,2169 m² oraz trzech par sterów zanurzenia (dziobowych, śródokręcia i rufowych) o powierzchni odpowiednio 5,199 m², 6,5182 m² i 5,5644 m². Stery głębokości poruszane były ręcznie lub z wykorzystaniem napędu elektrycznego. Dopuszczalna głębokość zanurzenia wynosiła 40 metrów , a czas wykonania manewru zanurzenia 4,5–5 minut.
Załoga okrętu składała się z 2 oficerów oraz 23 podoficerów i marynarzy.

### Urządzenia napędowe
Okręt napędzany był na powierzchni przez dwie trzycylindrowe nawrotne maszyny parowe potrójnego rozprężania z wymuszonym smarowaniem, produkcji zakładów w Saint-Denis. Średnica cylindra wysokiego ciśnienia wynosiła 225 mm, cylindra średniego ciśnienia – 340 mm, a cylindra niskiego ciśnienia 550 mm; skok tłoka wynosił 270 mm. Łączna maksymalna moc maszyn wynosiła 700 KM przy 400 obr./min i ciśnieniu roboczym pary 15,5 kG/cm². Parę dostarczały dwa dwuwalczakowe, jednopaleniskowe kotły du Temple ze zwrotnym przepływem spalin, o maksymalnym dopuszczalnym ciśnieniu 16,5 kG/cm². Spaliny trafiały do wspólnego stacjonarnego komina o średnicy 620 mm, umieszczonego w wodoszczelnej osłonie wychodzącej na wysokość jednego metra powyżej kadłuba sztywnego, w którym z kolei zamontowany był wysuwany komin tej samej wysokości. Każda z maszyn poprzez oddalone od siebie o 1,4 metra linie wałów napędzała trójskrzydłową śrubę wykonaną z brązu. Średnica śruby wynosiła 1,5 metra, a średni skok 1,084–1,085 metra; śruby były przeciwbieżne – prawoburtowa obracała się w prawo, a lewoburtowa w lewo.
W przedziale siłowni prócz maszyn parowych i kotłów znajdowały się także dwie pompy próżniowe napędzane bezpośrednio z maszyn o łącznej wydajności 233,3 m³/h, dwie odśrodkowe pompy obiegowe z napędem elektrycznym o mocy 134 kW o łącznej wydajności 300 m³/h, cztery pompy zasilające napędzane bezpośrednio z maszyn o łącznej wydajności 18 200 m³/h i dwa skraplacze rurowe o łącznej powierzchni chłodzącej 70,32 m². Zbiorniki paliwa mieściły się w kadłubie sztywnym pod głównym pokładem: dwa (o pojemności 8250 litrów i 2560 litrów) pod pomieszczeniem siłowni, a trzeci mieszczący 1250 litrów pod głównym stanowiskiem dowodzenia. Jako rezerwę paliwo można było też przewozić w dziobowej grupie zbiorników balastowych nr 1 o łącznej pojemności 3900 litrów oraz w rufowej grupie zbiorników balastowych nr 4 o łącznej pojemności 11 500 litrów. Maksymalny zapas paliwa wynosił więc 27 710 litrów (24,939 tony).
Napęd podwodny zapewniały dwa jednotwornikowe silniki elektryczne firmy Compagnie Générale Électrique z Nancy. Prędkość obrotowa wynosiła od 192 do 560 obr./min, a regulowana była poprzez zmianę napięcia (nominalnie 230 V). Silniki miały po sześć biegunów głównych wzbudzanych równolegle i sześć biegunów kompensujących z uzwojeniem połączonym szeregowo. Każdy z silników połączony był z baterią akumulatorów; mógł je ładować jako generator elektryczny napędzany przez maszynę parową. Łączna moc silników elektrycznych wynosiła 450 KM. Energia elektryczna magazynowana była w dwóch bateriach akumulatorów firmy Fulmen d’Arsonval po 124 ogniwa.
Prędkość maksymalna na powierzchni wynosiła 12 węzłów, a w zanurzeniu 8 węzłów. Zasięg wynosił 1500 Mm przy prędkości 9 węzłów (lub 900 Mm przy prędkości 12 węzłów) w położeniu nawodnym oraz 50 Mm przy prędkości 5 węzłów pod wodą.

### Uzbrojenie
Okręt wyposażony był początkowo w siedem wyrzutni torped kalibru 450 mm: jedną wewnętrzną na dziobie, odchyloną o 2° w górę, dwie zewnętrzne po obu stronach kiosku (odchylone o 7° od osi symetrii okrętu), dwie zewnętrzne na rufie (odchylone o 5° od osi symetrii okrętu) i umieszczone na pokładzie rufowym dwie zewnętrzne systemu Drzewieckiego, z łącznym zapasem 8 torped modèle 1906 (zapasowa torpeda znajdowała się w przedziale dziobowym pod kubrykiem załogi). Torpeda miała długość 5,07 metra, a jej masa wynosiła 646 kg.

### Wyposażenie
Jednostka wyposażona była w dwa peryskopy – dzienny i nocny. Peryskop dzienny miał długość 5,8 metra i po podniesieniu wystawał 4 metry ponad poziom kiosku; podnoszenie i opuszczanie realizowane było za pomocą napędu elektrycznego z prędkością 0,4–0,45 m/s. Peryskop nocny miał długość 2,5 metra i umieszczony był na dachu sterówki; podnoszony był ręcznie za pomocą kołowrotu.
Na pokładzie zainstalowano dwa kompasy: jeden mokry na rufie, umieszczony w naktuzie i drugi w dziobowej części sterówki, zamknięty w otwartej od dołu skrzyni, którego wskazania można było obserwować także z wnętrza kiosku i z wnętrza kadłuba. W dziobowej części kiosku były umieszczone elektryczne i wodoszczelne światła nawigacyjne w kolorach zielonym i czerwonym. Okręt wyposażony był również w kotwicę czterołapową o masie 283 kg, z łańcuchem o długości 100 metrów, podnoszoną za pomocą kabestanu z silnikiem elektrycznym Couffinhal. Na pokładzie znajdowały się też dwie szalupy Bertona, o długości 3,67 metra każda, a także awaryjna mosiężna boja, która mogła być uwolniona z głównego stanowiska dowodzenia i połączona z aparatem telefonicznym. Ogrzewanie zapewniały cztery grzejniki elektryczne, zasilane prądem o napięciu 115 V.

## Służba
„Fresnel” został wcielony do służby w Marine nationale 22 lutego 1911 roku. Jednostka otrzymała numer taktyczny Q65 i kod identyfikacyjny FR . 11 kwietnia 1911 roku okręt dotarł do Cherbourga po rejsie z Rochefort, odbytym w trudnych warunkach atmosferycznych.
W 1912 roku zmieniono taktykę użycia jednostek typu Pluviôse, które wraz z okrętami typu Brumaire miały prowadzić działania ofensywne wraz z siłami głównymi floty. Od tej pory okręty podwodne zgrupowano w liczące trzy jednostki dywizjony (okrętem flagowym dywizjonu był wyposażony w radiostację torpedowiec lub niszczyciel). 2 listopada 1912 roku „Fresnel” i „Messidor” wyszły z Algieru i skierowały się w stronę Tulonu, kiedy na wysokości Balearów napotkały gwałtowny sztorm, który spowodował rozdzielenie się okrętów i ich samotne dotarcie do portu przeznaczenia. 26 listopada na redzie Tulonu okręt wystrzelił torpedę, która zamiast płynąć prosto zaczęła z prędkością 30 węzłów poruszać się po okręgu. Dowódca jednostki natychmiast wydał rozkaz wykonania skrętu w tym samym kierunku co torpeda, która ostatecznie kończąc bieg uderzyła w okręt, powodując nieznaczne uszkodzenia. 24 lipca 1913 roku „Fresnel” zatonął w wypadku w porcie w Cannes na głębokości 6 metrów, po czym tego samego dnia wieczorem został podniesiony (z załogi nikt nie zginął).
Tuż przed wybuchem I wojny światowej „Fresnel” znajdował się w składzie bazującej w Tulonie 1. Flotylli okrętów podwodnych (wraz z siostrzanymi okrętami „Ampère”, „Cugnot”, „Gay-Lussac”, „Messidor”, „Monge” i „Papin” oraz niszczycielami „Arbalète”, „Arc” i „Hallebarde”).

### I wojna światowa
W momencie wybuchu wojny jednostki 1. Flotylli przechodziły bieżące remonty i serwis mechanizmów okrętowych (m.in. oczyszczano podwodne części kadłubów). Po ich zakończeniu okręty typu Pluviôse otrzymały zadanie obrony swojej bazy w Tulonie, a 2. Flotylla (składająca się z jednostek typu Brumaire) została skierowana do działań ofensywnych u wybrzeży Austro-Węgier. Wobec problemów technicznych nękających okręty typu Brumaire do działań u wybrzeży nieprzyjaciela musiały przystąpić także jednostki typu Pluviôse, które zostały przerzucone na Maltę. Na początku października 1914 roku „Fresnel” przybył na Maltę, skąd 7 października wyszedł na patrol na wody Adriatyku, holowany na początku rejsu przez węglowiec. 19 października okręt ponownie wyszedł w rejs na wody Zatoki Kotorskiej, eskortowany do Przylądka Linguetta przez niszczyciel „Dehorter”. Okręt udał się pod Cattaro, gdzie napotkał patrolujące austro-węgierskie trałowce (byłe torpedowce SM Tb 36 i SM Tb 38); do jednego z nich dowódca odpalił niecelną torpedę, niezauważoną w ogóle przez przeciwnika. Jedynym pozytywem patrolu było rozpoznanie przez „Fresnela” torów wodnych, którymi poruszały się wchodzące do Zatoki Kotorskiej wrogie jednostki pływające. Nazajutrz okręt został zmieniony przez siostrzaną jednostkę „Gay-Lussac”, która wyszła z Otoni w eskorcie „Arbalète”. 26 października „Fresnel” znów pojawił się w Zatoce Kotorskiej i będąc na głębokości peryskopowej został ostrzelany przez artylerię nadbrzeżną (po wynurzeniu na kiosku znaleziono odłamki austriackich pocisków). Okręt został następnie zmieniony przez „Papina”, a po powrocie z patrolu tego ostatniego obie jednostki zostały odesłane do Bizerty, a na ich miejsce na Maltę przybył „Ampère”. Pod koniec roku okręt został wyposażony w relingi przeciwminowe.
Okręt wraz z siostrzanymi jednostkami prowadził naprzemiennie z Malty żmudne i bezowocne patrole pod Cattaro. 27 lutego płynący na powierzchni „Fresnel” został zaskoczony nieopodal Antivari przez austro-węgierski okręt podwodny i zdołał wymanewrować wystrzelone przez przeciwnika torpedy. 9 marca okręt wyszedł na patrol na wody między Kretą a przylądkiem Matapan w celu ubezpieczenia przerzutu wojsk alianckich do Dardaneli, jednak musiał powrócić do bazy z powodu uszkodzenia steru głębokości. Od końcówki marca do końca kwietnia „Fresnel”, „Ampère”, „Cugnot” i „Gay-Lussac” brały udział w rejsach patrolowych w rejon wyspy Vis, jednak nie odniosły żadnego sukcesu.
23 maja 1915 roku do wojny po stronie Ententy przystąpiły Włochy i już następnego dnia „Fresnel”, „Ampère”, „Cugnot”, „Messidor” i „Monge” w eskorcie dwóch niszczycieli wyszły z Malty i udały się do Brindisi, tworząc tam razem z dwoma dywizjonami niszczycieli oraz brytyjskimi okrętami podwodnymi Samodzielną Flotyllę, która miała podlegać włoskiemu dowództwu. Wkrótce do flotylli w Brindisi dołączyły „Papin” i „Gay-Lussac”, przez co cała francuska 1. Flotylla znalazła się na Adriatyku. Zadaniem francuskich okrętów była obrona podejść do bazy, stałe patrolowanie Zatoki Kotorskiej i ochrona większych jednostek Regia Marina.
12 lipca, wkrótce po zajęciu przez Włochów wyspy Pelagosa, przebywający w pobliżu „Fresnel” usiłował wykonać atak torpedowy na niszczyciel SMS „Tátra”, jednak zaalarmowana przez wodnosamolot austro-węgierska jednostka zwiększyła prędkość i oddaliła się, nim okręt podwodny zdołał wyjść na pozycję do odpalenia torpedy. W trzecim kwartale 1915 roku na okręcie zamontowano działo pokładowe kalibru 37 mm, w celu umożliwienia zatrzymywania i niszczenia statków handlowych przeciwnika. 20 września o godzinie 09:30 „Fresnel” wystrzelił dwie niecelne torpedy w kierunku torpedowca SM Tb 54T, lecz o godzinie 11:00 stał się obiektem kontrataku okrętów przeciwnika, wspomaganych przez wodnosamolot; jednostce udało się jednak wymknąć z opresji i bez uszkodzeń powrócić do Brindisi. 
4 grudnia 1915 roku o godzinie 16:00 dowodzony przez kpt. mar. Jouena „Fresnel” wyszedł z Brindisi, by zmienić siostrzaną jednostkę „Gay-Lussac” na patrolu w pobliżu albańskiego portu San Giovanni di Medua. Rankiem 5 grudnia o godzinie 05:00 płynący na powierzchni u ujścia rzeki Buna okręt wszedł podczas odpływu na mieliznę, a w trakcie próby oswobodzenia został wykryty o 7:30 przez dwa austro-węgierskie torpedowce i samolot, który został ostrzelany przez załogę „Fresnela”. Gdy o godzinie 8:30 w pobliżu pojawił się  niszczyciel SMS „Warasdiner”, kpt. Jouen wydał rozkaz opuszczenia i samozatopienia jednostki, przedostając się wraz z załogą na pobliską skalistą wysepkę. Wobec odmowy kapitulacji „Warasdiner” i samolot otworzyły ogień z karabinów maszynowych i broni strzeleckiej na pozycje uzbrojonych w broń ręczną obrońców, a z artylerii w kierunku na wpół zatopionego okrętu podwodnego. Ostatecznie licząca 26 osób załoga „Fresnela” poddała się i trafiła do niewoli, mając zaledwie dwóch rannych, a okręt został zniszczony ogniem artyleryjskim austro-węgierskiego niszczyciela .
Tydzień później na miejsce zatopienia dotarł francuski oddział, który zdemontował z wraku działo kalibru 37 mm i odzyskał siedem karabinów pozostawionych przez załogę na wysepce.
23 stycznia 1919 roku w Tulonie odbyła się rozprawa przed sądem wojskowym w sprawie utraty okrętu, która zakończyła się uniewinnieniem dowódcy „Fresnela”, kpt. mar. Jouena.